# Baumeister
Der Begriff Baumeister bezeichnet höhere leitende Personen in der Bauplanung, -ausführung und -überwachung. Somit waren sie Architekt, Statiker, Bauingenieur und Bauleiter in einer Person im heutigen Verständnis. Die Bezeichnung wurde und wird teils um Zusätze ergänzt, die die Fachrichtung oder den Dienstherrn bezeichnen, wie Festungs-, Dom-, Hof-, Regierungs- oder Stadt-. Es kann sich dabei um eine Berufsbezeichnung (z. B. Baumeister) oder eine Funktionsbezeichnung handeln (z. B. Stadtbaumeister). Die Tätigkeit kann freiberuflich, gewerblich, angestellt oder im Beamtenverhältnis erfolgen.
Der Begriff unterliegt einem historischen Wandel. Bis zur Etablierung einer akademischen Ausbildung im Bauwesen waren Baumeister die einzigen höheren leitenden Personen im Bauwesen. Sie vereinten Planungs- und Ausführungskompetenz ebenso wie technisches und gestalterisches Wissen. Beim klassischen Baumeister handelt es sich um eine Aufstiegsfortbildung, die noch in Österreich und der Schweiz existiert, jedoch nicht mehr in Deutschland. Der Begriff ist in allen drei Ländern weiterhin gesetzlich geschützt. Die Bezeichnung „Architekt“ wurde erst ab 1923 für das Studium eingeführt.
In Deutschland wird die Bezeichnung nur noch als Funktionsbezeichnung (z. B. Stadtbaumeister, Dombaumeister) oder in einigen Bundesländern als Titel nach erfolgreichem Abschluss des Referendariats für den höheren bautechnischen Dienst vergeben (Regierungsbaumeister).

## Begriffe Baumeister, Dombaumeister und Hofbaumeister

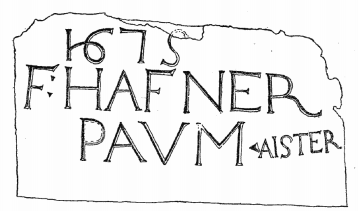
Umzeichnung einer Inschrift von 1675 an der Bozner Wassermauer mit der Nennung von F. Hafner pavmaister

### Baumeister
Der Baumeister übernimmt die Ausführung von Bauarbeiten aller Art, teils auch die Bauplanung und Bauleitung. Der Begriff ist in Österreich und der Schweiz auch heute noch eine Berufsbezeichnung, in Deutschland wird er dagegen nicht mehr in seiner ursprünglichen Bedeutung verwendet. Baumeister waren zumeist gelernte Steinmetze, Maurer und Zimmerer, manchmal waren auch andere Berufe wie Schreiner oder Stuckateur Grundlage für einen Baumeister. Die Lehrzeit begann in der Regel bereits mit 13 Jahren. Nach der Lehre und Gesellenprüfung begab sich der Anwärter auf Wanderschaft. Um den Titel Meister zu erlangen, fertigten sie ein Meisterstück. Mit dem Entstehen der Baugewerkschulen – heute Fachhochschulen – war deren Besuch obligatorisch zum Erlangen eines Baumeistertitels. Persönliche Eignung und Durchsetzungskraft waren ausschlaggebend für die erfolgreiche Ausübung der Tätigkeit.
Im 19. Jahrhundert waren die Baumeister vom Entwurf bis zur Realisierung für ein Bauwerk zuständig. In der Regel unterschieden sie sich von Architekten dadurch, dass sie zusätzlich zum meist eigenen Entwurfsatelier auch eine eigene Baufirma zur Verfügung hatten.

### Dombaumeister, Münsterbaumeister, Zwingerbaumeister
Der Begriff wird für Leiter von existierenden Bauhütten verwendet. Dombaumeister ist heute mit Bau und Erhaltung von Domen und Münstern verbunden. Im Falle eines Münsters wird auch der Begriff Münsterbaumeister verwendet. Im Fall des Dresdner Zwingers trägt der Leiter der zugehörigen Bauhütte den Titel Zwingerbaumeister.

### Hofbaumeister
Ein Hofbaumeister war ein an den Sitz eines regierenden Fürsten oder Herrschers (Hof) berufener, also ein von einem Landesherren mit der Planung und Durchführung öffentlicher Bauvorhaben betrauter Baumeister. Je nachdem welche Aufgaben der Hofbaumeister hatte, konnte er durchaus auch Dombaumeister als auch umgekehrt sein. Der Begriff Hofbaumeister verschwand mit dem Ende monarchisch regierender Herrscher.

### Stadtbaumeister, Landbaumeister, Marktbaumeister
Diese Begriffe kennzeichnen eine Funktion in einer staatlichen bzw. kommunalen Baubehörde. In Österreich wird der Begriff Stadtbaumeister vorwiegend als Bezeichnung für gewerbliche Baumeister verwendet, die ihren Sitz in einer Stadt haben.

## Geschichte
Dombaumeister waren ausgebildete Handwerker, Steinmetz- und Steinbildhauermeister, die in der Zeit der Gotik eine Bauhütte leiteten. Die aus dem Steinmetzhandwerk und der Bauhüttentradition hervorgegangenen mittelalterlichen Dombaumeister werden in zeitgenössischen Quellen Werkmeister bzw. lateinisch magister operis bezeichnet. Gegen Ende der Gotik ging der Bau der Dome und damit die Zahl der Bauhütten zurück. Große Bauhütten, wie z. B. die in Straßburg, bestanden bis ins 19. Jahrhundert. Der Begriff Dombaumeister wandelte sich, wie die Bauaufgaben, zu dem des Baumeisters.
Die Renaissance bildete einen Baumeister neuen Typs heraus. Dieser war handwerklich ausgebildet und neben seiner Funktion als Architekt auch Unternehmer. In der Renaissance waren Baumeister nicht mehr nur Steinmetzen und Steinbildhauer: Baumeister Elias Holl war ausgebildeter Handwerker, allerdings ein Maurer.
Im Barock und Rokoko erfolgte die Baumeisterausbildung erstmals in Frankreich an staatlichen Bauschulen. In Deutschland (deutscher Sprachraum) jener Zeit lernten die Baumeister, die Handwerker waren, aus praktischer Erfahrung und aus den sog. Werkmeisterbüchern. Eine Ausnahme bildete die sog. Vorarlberger Bauschule und die Wessobrunner Schule, die sich ausschließlich mit dem Sakralbau befasste. Die Baumeister waren zwar noch ausgebildete Handwerker, in ihrer Hauptaufgabe waren sie aber Planer und Organisatoren.
Beginnend im 18. Jahrhundert und verstärkt im 19. Jahrhundert, im Zuge der Industrialisierung, bildeten sich im Bauwesen wie in der übrigen Technik akademische Berufe heraus, die modernen Architekten und Bauingenieure. Dies war verbunden mit einer Schwerpunktbildung im Bereich von Gestaltung auf der einen und Technik, Berechnung und Bauausführung auf der anderen Seite. Hier setzte sich nun der Übergang von Erfahrungswissen auf ingenieurwissenschaftliche Grundlagen (Statik, Werkstoffkunde usw.) durch. Daneben verblieb aber die Baumeisterausbildung als Aufstiegsqualifikation für Bauhandwerker. Mit der zum 1. Januar 1981 in Kraft getretenen Verordnung zur Ablösung der Baumeisterverordnung endete die Baumeisterausbildung in Deutschland.

## Baumeister heute in Deutschland
Der Begriff Baumeister ist in Deutschland eine geschützte Berufsbezeichnung, auch wenn sie seit 1981 nicht mehr neu zuerkannt wird und nur noch Bestandsschutz für bis dahin Berechtigte gilt. Darüber hinaus gilt Folgendes:
- Regierungsbaumeister: In Baden-Württemberg, Sachsen und Bayern sind Baureferendare (d. h. Anwärter des höheren bautechnischen Verwaltungsdienstes) nach dem erfolgreichen Ablegen der Großen Staatsprüfung (entspr. 2. Staatsexamen) berechtigt, den Titel Regierungsbaumeister zu tragen.
- Kreis-, Stadt-, Markt- und Gemeindebaumeister: Funktionsbezeichnung des leitenden bautechnischen Mitarbeiters bzw. soweit technisch ausgebildet oft auch des Leiters von kommunalen Bauämtern.
- Als Dombaumeister werden heute in der Fortführung althergebrachter Bezeichnungen die Leiter und Leiterinnen von Dombauhütten bezeichnet. Einige sind Steinmetzmeister, andere Ingenieure oder Architekten. Gegen Ende des 20. Jahrhunderts gab es erstmals am Ulmer und seit 2008 am Freiburger Münster Dombaumeisterinnen. Am Kölner Dom übt seit 2016 Peter Füssenich dieses Amt aus. Der Speyerer Dom wird seit März 2019 von Hedwig Drabik als Dombaumeisterin betreut.[5]
- Der für die Erhaltung des Dresdner Zwingers verantwortliche Architekt der Staatlichen Kunstsammlungen Dresden, Ulrich Aust, trug als Leiter der Zwingerbauhütte bis zu seinem Tod im Jahr 1992 den Titel Zwingerbaumeister.

## Baumeister heute in Österreich und der Schweiz
In Österreich und der Schweiz handelt es sich bei dem Begriff Baumeister immer noch um eine konkrete Berufsbezeichnung. Während Architekten und Bauingenieure überwiegend im planenden und kontrollierenden Bereich anzutreffen sind, stellt der Baumeister den einzigen universell einsetzbaren Baufachmann dar. 
Die Berufsbezeichnung Architekt ist in der Schweiz nicht geschützt, daher gibt es zahlreiche Praktiker, die sich so bezeichnen. So sind auch die Anforderungen an die Berufsausübung nicht einheitlich geregelt.
Der Baumeister ist berechtigt:
- die unterschiedlichsten Bauwerke zu planen,
- das statische Gefüge zu berechnen,
- Kosten zu ermitteln,
- Bauarbeiten auszuführen, zu leiten und zu kontrollieren.

Die Baumeisterprüfung wird in den meisten Fällen von Handwerkern mit zusätzlicher theoretischer Ausbildung, aber auch von Ingenieuren nach drei Praxisjahren abgelegt. Nach Ablegung einer Baumeisterprüfung ist er zur Projektentwicklung, -leitung und Projektsteuerung berechtigt, zum Projektmanagement sowie zur Übernahme der Bauführung. Im Rahmen seiner Gewerbeberechtigung kann er seinen Auftraggeber vor Behörden und Körperschaften öffentlichen Rechts vertreten.
In Österreich und der Schweiz darf sich nur Baumeister nennen, wer die Baumeisterprüfung erfolgreich abgelegt hat. In Österreich ist der Baumeister ein Berufstitel (kein akademischer Titel) und wird mit BM oder Bmstr. abgekürzt. Hier ist die Baumeisterprüfung eine universelle Prüfung ohne Möglichkeit auf Nachsicht. In der Schweiz hingegen kann man die Baumeisterprüfung für Hochbau und für Tiefbau getrennt ablegen. Nach bestandener Prüfung darf man den Titel dipl. Baumeister führen. Die Abschlussprüfungen dauern insgesamt in der Schweiz nach abgelegten 14 Modulprüfungen 16 Stunden und in Österreich 123 Stunden.

## Persönlichkeiten als Baumeister

### Gotik

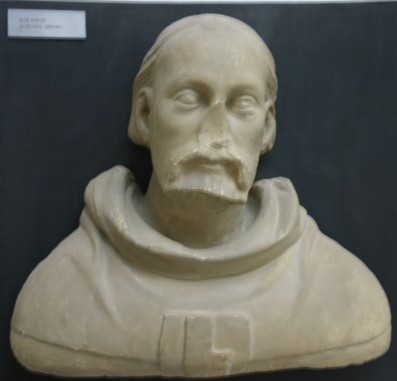
Porträt von Peter Parler

Die Leiter der Bauausführung hießen oft Werkmeister (mittelhochdeutsch wercmeistere) oder Baumeister; sie gingen zumeist aus dem Steinmetzhandwerk hervor und waren die mittelalterlichen Architekten. Auch Bezeichnungen wie magister operis kamen vor. Bei der Ausführung hatten der Steinmetzmeister (magister lapicidae) und der Maurermeister (magister caementari) sowie der Sculptor Bedeutung. Die Meister der Bauausführung wechselten bei jedem Bauwerk häufiger, schon auf Grund der langen Bauzeiten.
Bekannt wurden einige bedeutende Dombaumeister Bau- und Steinmetzmeister der Gotik:
- am Kölner Dom als Kölner Dombaumeister insbesondere Meister Gerhard († 1271), Meister Arnold († 1308), Johannes von Köln (Dombaumeister, 1270), Meister Michael († nach 1387), Meister Andreas von Everdingen († vor 1412), Nikolaus van Bueren (1380–1445), Konrad Kuene van der Hallen (1400/10 – 1469)
- am Stephansdom insbesondere Michael Knab (1340/50 – nach 1399), Wenzel Parler (vor 1360–1404), Hans Puchsbaum (1390 – nach 1454), Anton Pilgram (1460–1515), Jörg Öchsl (um 1500)
- am Regensburger Dom die Baumeisterdynastie der Roriczer, deren Mitglieder von spätestens 1415 bis 1514 die Stelle des Dombaumeisters besetzten – beginnend mit dem aus Böhmen zugewanderten Meister Wenczlaw (vor 1415 – 1419), über Konrad Roriczer (1456 – um 1476), bis zu den Brüdern Matthäus (1476–1495) und Wolfgang Roriczer (1495–1514)
- Wilhelm von Sens, Baumeister um 1175 an der Kathedrale von Canterbury und davor an der Kathedrale von Sens
- Werkmeister Guerin von der Kathedrale St. Denis (13. Jh.)
- Werkmeister Hugues Libergier (1229–1263) von der Abteikirche St-Nicaise in Reims
- Werkmeister Pierre de Montreuil (um 1250) von der Kathedrale Notre-Dame de Paris
- Die Baumeisterfamilie Parler mit unter anderem Heinrich Parler der Ältere (1300/1310 – 1370), Michael Parler (um 1330 – 1390), Johann dem Jüngeren (um 1359 – 1405) und Johann dem Älteren wirkte beispielsweise am Basler, Freiburger, Gmünder, Straßburger und Ulmer Münster sowie am Veitsdom in Prag und am Dom der heiligen Barbara in Kutná Hora.
- Hinrich Brunsberg (um 1350 – 1428/35) wirkte v. a. in Brandenburg und Pommern und war ein bedeutender Baumeister der dortigen späten Backsteingotik um 1400.
- Meister/Magister Wolbero. Er ist nördlich der Alpen der erste namentlich bekannte Baumeister. In einer Bauinschrift aus Stein von 1209 im Quirinus-Münster in Neuss ist sein Name eingeritzt.

Die Meister konnten oft an ihrem Steinmetzzeichen erkannt werden, eine im Mittelalter übliche Markierung, die sie auf ihrer Arbeit anbrachten.

### Barock

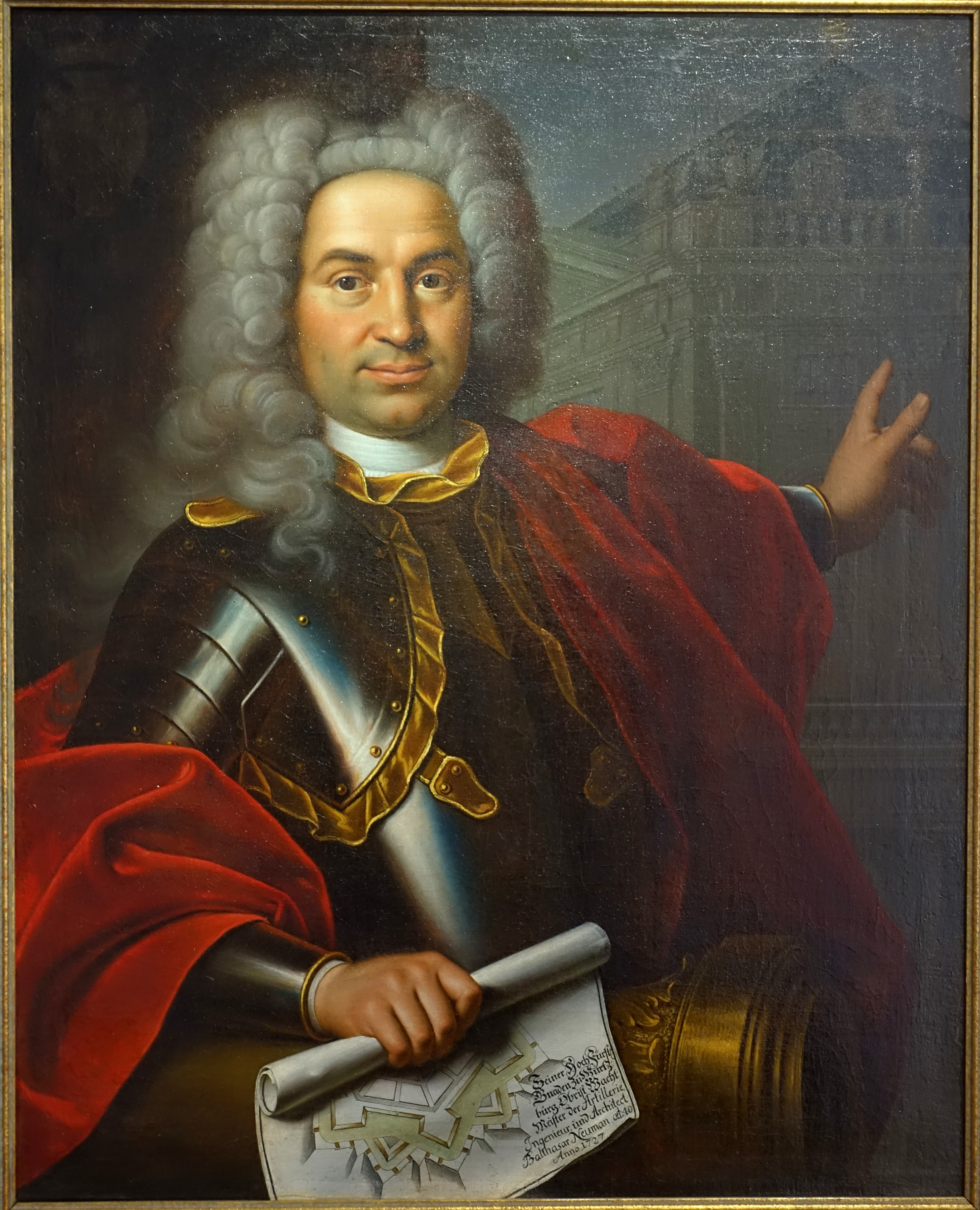
Marcus Friedrich Kleinert, 1717: Balthasar Neumann, Mainfränkisches Museum -Würzburg

- Balthasar Neumann
- Johann Caspar Bagnato
- Peter Thumb

### Moderne
- Richard Lugner